# Ilhas Cayman nos Jogos Pan-Americanos de 1999
As Ilhas Cayman competiu nos Jogos Pan-Americanos de 1999, em Winnipeg, no Canadá.